# San Marcos de Caiquín
San Marcos de Caiquín est une municipalité du Honduras, située dans le département de Lempira. La municipalité comprend 7 villages et 54 hameaux. Elle est fondée en 1994.

## Source de la traduction
- (en) Cet article est partiellement ou en totalité issu de l’article de Wikipédia en anglais intitulé « San Marcos de Caiquín » (voir la liste des auteurs).